# Зелена гора
Зелена гора — ботанічний заказник місцевого значення. Об'єкт розташований на території Бердянського району Запорізької області, смт Андріївка.
Площа — 35 га, статус отриманий у 1993 році.

## Галерея

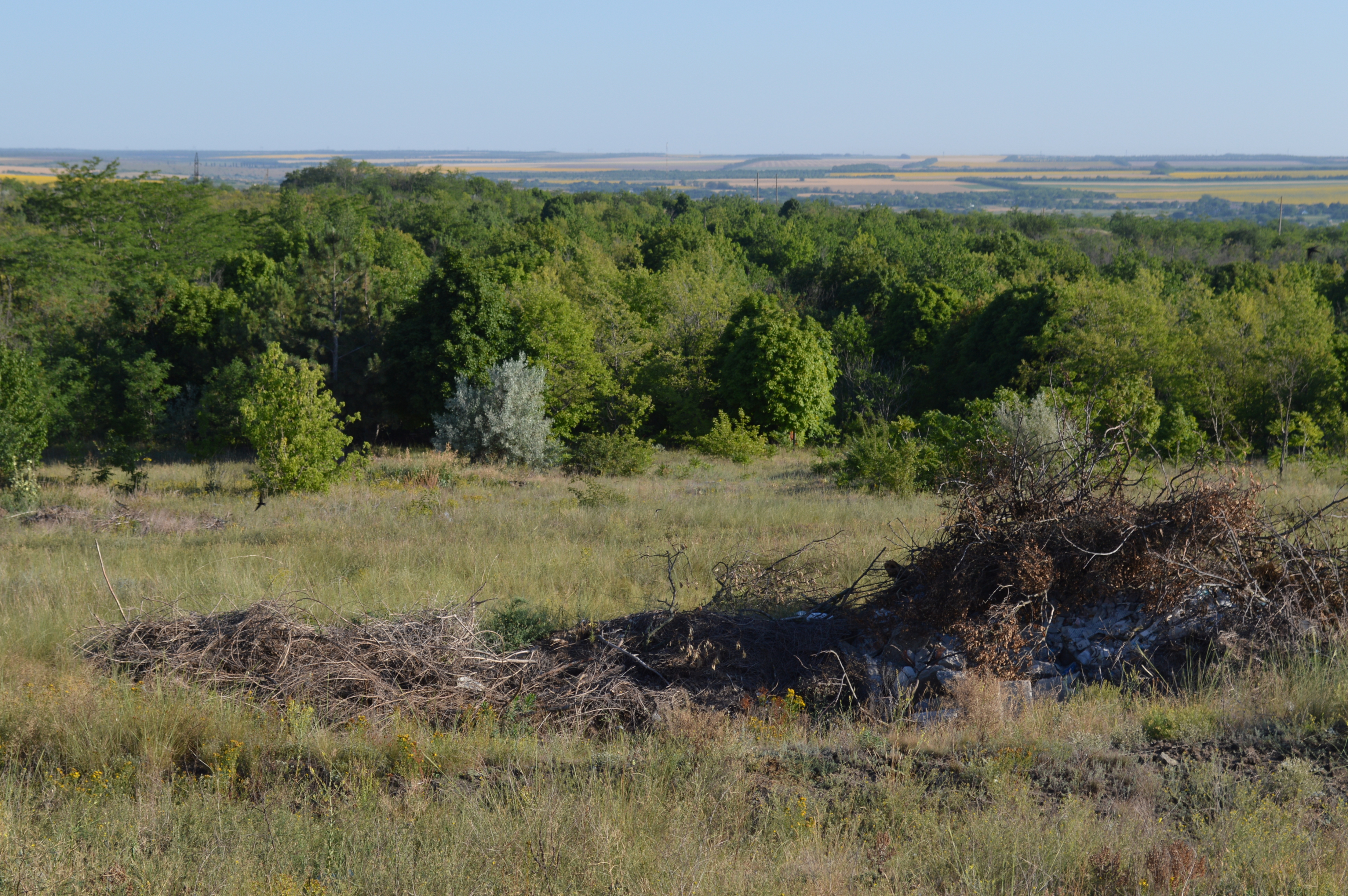
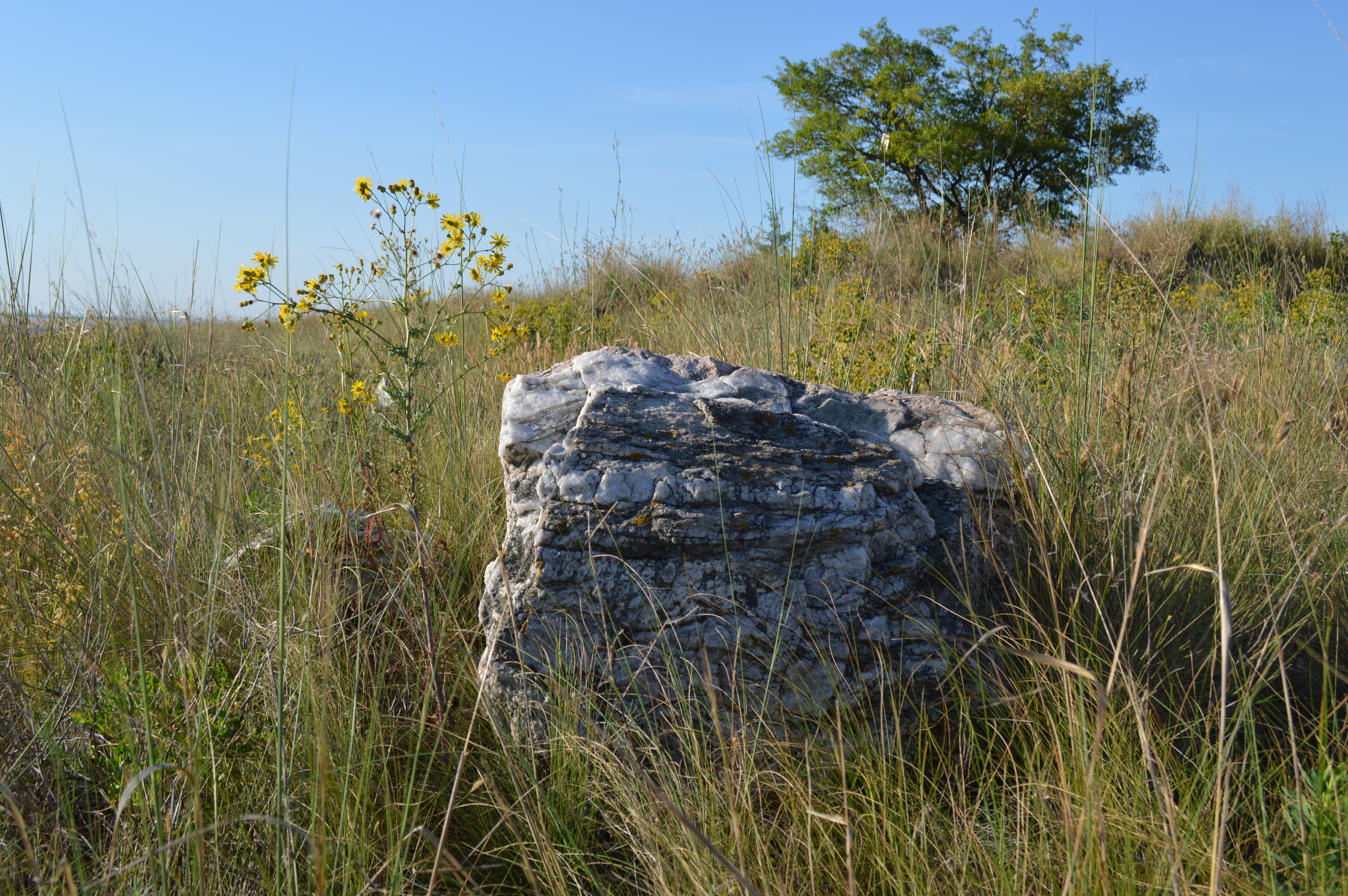
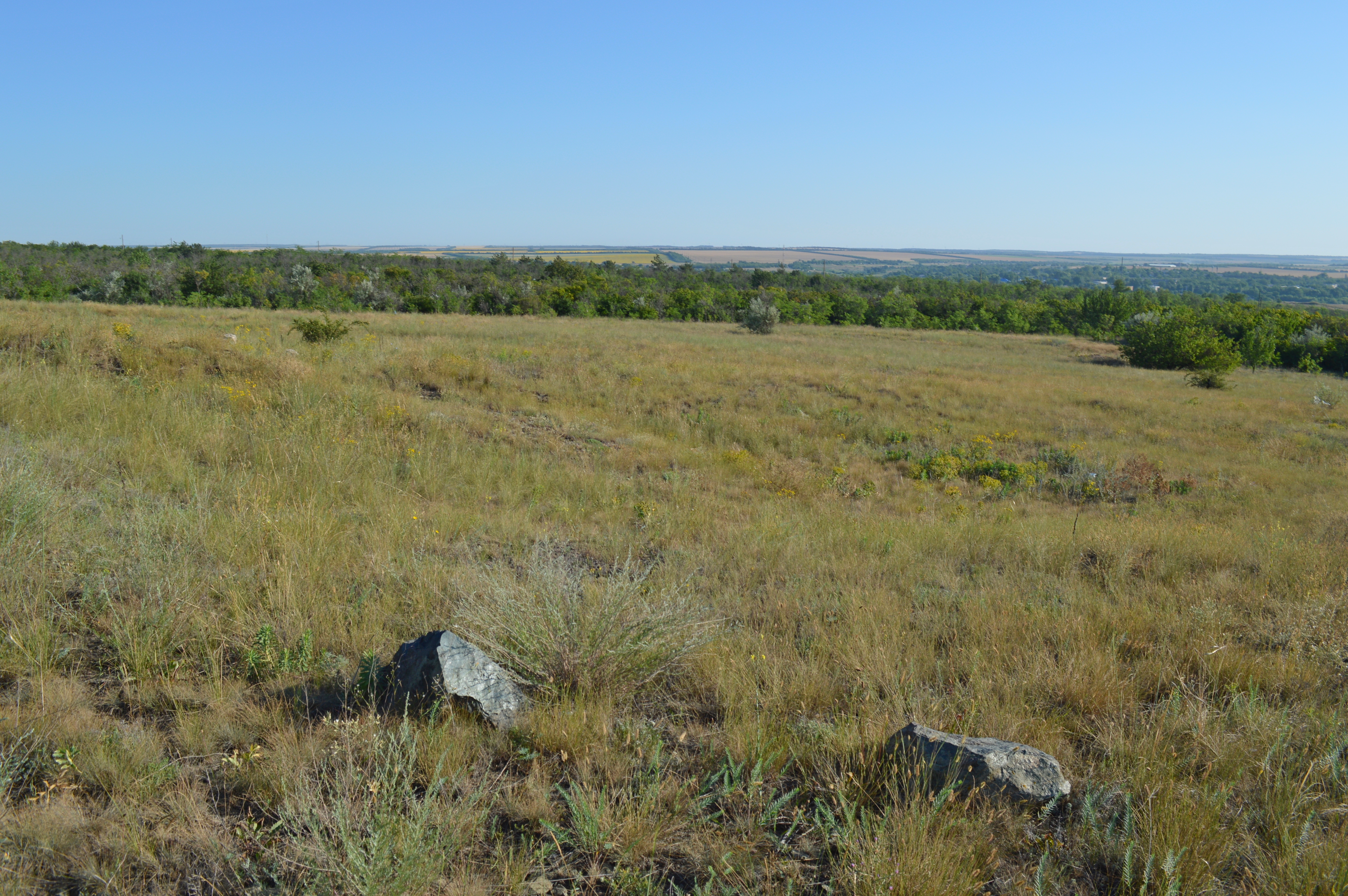